# Samuele Rivi
Samuele Rivi (* 11. Mai 1998 in Trient) ist ein italienischer Radrennfahrer.

## Sportlicher Werdegang
2019 erhielt Samuele Rivi seinen ersten Vertrag beim Team Tirol KTM Cycling Team. In diesem Jahr belegte er Platz zwei beim Trofeo Piva. Im Jahr darauf wurde er bei der italienischen U23-Meisterschaft im Straßenrennen Vierter. Er fuhr im Straßenrennen der Straßen-Europameisterschaften, konnte es aber nicht beenden. 2021 wechselte er zu EOLO-Kometa und wurde von seinem neuen Team beim Giro d’Italia eingesetzt.

## Grand Tour-Platzierungen
| Grand Tour            | 2021 | 2022 |
| --------------------- | ---- | ---- |
| Giro d’ItaliaGiro     | 129  | 126  |
| Tour de FranceTour    | –    | …    |
| Vuelta a EspañaVuelta | –    | …    |